# Блохін Олег Володимирович
Оле́г Володи́мирович Блохі́н (нар. 5 листопада 1952, Київ) — радянський  і український футболіст i футбольний тренер. Найрезультативніший бомбардир радянського футболу — 319 голів у залік клубу Григорія Федотова. Лауреат Ювілейної нагороди УЄФА як найвидатніший український футболіст 50-річчя (1954—2003).
Один з найкращих футболістів в історії радянського футболу. Володар «Золотого м'яча» (1975). Майстер спорту СРСР міжнародного класу (1972), Заслужений майстер спорту СРСР (1975), Заслужений тренер України (2005). Семиразовий чемпіон СРСР, п'ятиразовий володар Кубку СРСР, двічі володар Кубка Кубків УЄФА. Рекордсмен збірної СРСР з футболу за кількістю проведених за неї ігор і забитих голів. Один з трьох радянських футболістів, який здобував «Золотий м'яч».
Екстренер низки грецьких клубів, збірної України, «Москви» та київського «Динамо».
Народний депутат України 3-го (фракція Громада, Батьківщина та КПУ) та 4-го скликання (фракція КПУ та СДПУ(о)). З серпня 2021 року очолив Комітет національних збірних УАФ.

## Ігрова кар'єра
Народився 5 листопада 1952 в Києві у спортивній сім'ї. Мати, Катерина Адаменко, була відомою легкоатлеткою, батько працював у Київській обласній раді спортивного товариства «Трудові резерви». Матері дуже хотілося, щоб син теж став легкоатлетом, але він з дитинства обрав футбол.
Футбольну кар'єру розпочав у юнацькій команді київського «Динамо». Вихованець школи «Динамо» (Київ) з 1962 року (перший тренер — Олександр Леонідов). Вже в ті роки він умів відмінно тримати м'яч, сміливо йти у прорив, завдавати сильних і точних ударів по воротах. Талант голеадора був помічений, і Блохіна взяли в дубль.
За основну команду «Динамо» Блохін дебютував 25 листопада 1969 року на тбіліському стадіоні «Локомотив», коли Віктор Маслов випустив 17-річного форварда в основі на гру проти місцевого клубу.

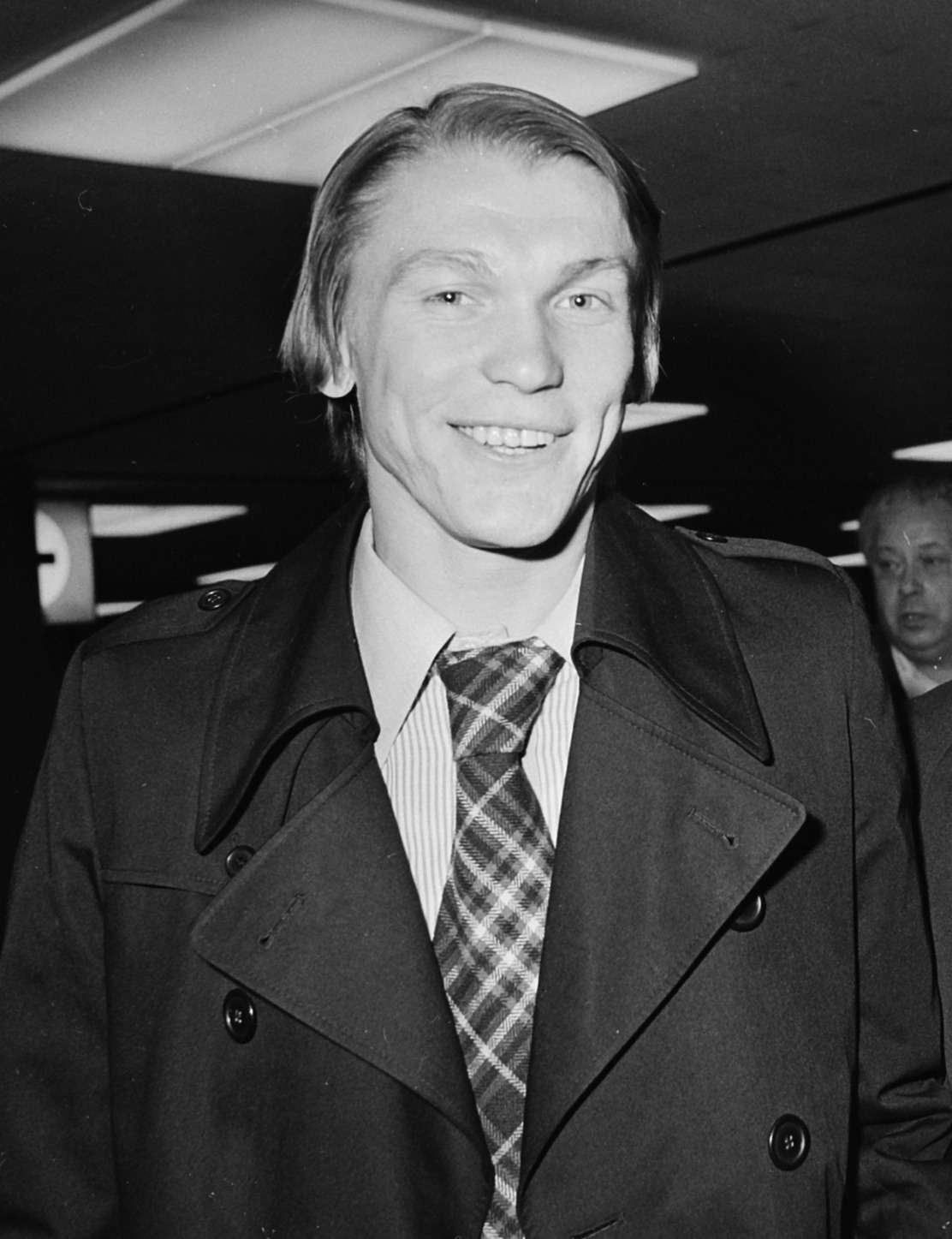
Олег Блохін у 1977 році

З'явився Олег і в юнацькій збірній СРСР, потім в молодіжній і, нарешті, олімпійській. У 1972 році, на Олімпіаді в Мюнхені, олімпійська збірна СРСР розділила 3-4 місця з командою НДР. На тому турнірі Олег забив шість м'ячів, один з них у матчі за 3-є місце з командою НДР, який закінчився внічию 2:2.
Ледь тільки закріпившись в основному складі свого клубу, Блохін вже в 1973 році був визнаний найкращим футболістом СРСР. Це повторилося і наступного, а потім і 1975 року.
У той час у радянському футболі панувало київське «Динамо», яке очолював тренерський «тандем» Валерій Лобановський — Олег Базилевич. Олег Блохін швидко став одним із лідерів команди. Його фірмовим стилем були індивідуальні проходи на величезній швидкості, найчастіше по лівому краю, які залишали не у справ спочатку захисників та воротарів суперника. Але разом з тим Блохін був універсальним гравцем, часто грав не тільки на лівому краю, але і в центрі атаки. Однак, при всій своїй любові до індивідуальних проходів, Олег був командним гравцем і чітко взаємодіяв з партнерами. З іншого боку, і вони, знаючи швидкісні якості Блохіна, завжди намагалися знайти його на полі і гострим пасом дати йому можливість для стрімкого проходу до чужих воріт.
Класичним став гол, забитий Олегом Блохіним у ворота мюнхенської «Баварії» у першому матчі за європейський Суперкубок 1975 року. У той рік київське «Динамо» вперше у своїй історії виграло Кубок володарів кубків, перемігши у фінальному матчі угорський «Ференцварош» — 3:0 (один з голів був на рахунку Блохіна). Мюнхенська «Баварія» другий рік поспіль володіла Кубком європейських чемпіонів. Перед матчами за європейський Суперкубок мало хто сумнівався, що перемога буде на боці іменитої «Баварії». Однак у Мюнхені Олег Блохін, вибравши момент, чудово виконав свій фірмовий номер — отримавши гострий пас, на спринтерській швидкості втік від захисників, серед яких був сам Франц Бекенбауер, і точно та сильно пробив у дальній кут воріт Зеппа Маєра. Цей гол виявився єдиним, а приголомшливий сольний прохід Блохіна журналісти і телекоментатори називали фантастичним.
У матчі-відповіді В Києві Блохін забив у ворота «Баварії» вже два голи — один в кінці першого тайму, другий на початку другого. Успіх київського «Динамо», який виграв європейський Суперкубок, був сенсаційним — вперше перемогу святкувала команда з Радянського Союзу. І вперше у тому ж таки 1975 році приз паризького тижневика France Football «Золотий м'яч» отримав радянський футболіст — киянин Олег Блохін, визнаний найкращим футболістом Європи.

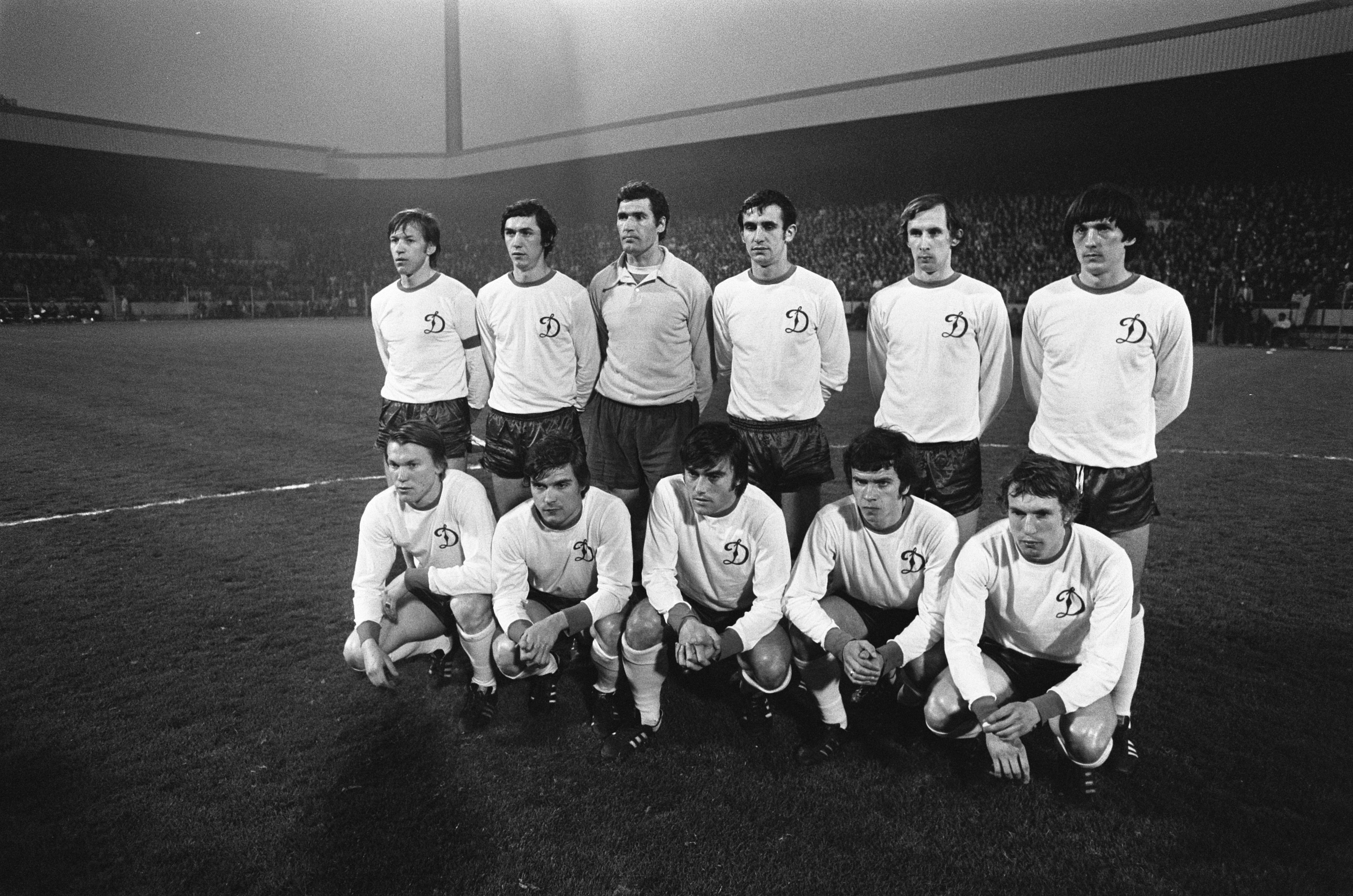
Олег Блохін (крайній ліворуч у нижньому ряду) разом з іншими гравцями «Динамо» в переможному для них 1975 році

У наступному році на іграх XXI Олімпіади, що проходили в Монреалі, радянська олімпійська збірна практично повністю складалася з футболістів київського «Динамо». Тоді були завойовані бронзові медалі — у матчі за третє місце олімпійська збірна СРСР обіграла збірну Бразилії — 2:0. Щоправда, Олег, не до кінця вилікувавши травму, на олімпійському футбольному турнірі забив всього лише один м'яч у ворота збірної КНДР.
Найкрасивіший гол у кар'єрі, на його погляд, був забитий московському «Динамо» в падінні через себе — у кубковому матчі 1973 року. Через п'ять років він забив «Чорноморцю» п'ятою, а ще через рік кишинівському «Ністру» прямим ударом з кутового.
Незважаючи на чудову гру Блохіна, лише в тридцятирічному віці він вперше взяв участь у чемпіонаті світу, що проходив в Іспанії. Збірна СРСР не дійшла до півфіналу лише тому, що поступилася збірній Польщі за різницею забитих і пропущених м'ячів. Блохін зіграв на чемпіонаті всі п'ять матчів і забив один гол у ворота збірної Нової Зеландії. В тому ж таки 1982 році його запросили у збірну Європи, що проводила матч зі збірною світу. А ще раніше він грав у збірній ФІФА в матчах з дортмундською «Боруссією» і іспанською «Барселоною».
Через чотири роки форвард вдруге поспіль бере участь у чемпіонаті світу. У двох проведених ним матчах Олег забив один гол у ворота збірної Канади. А напередодні чемпіонату разом з київським «Динамо» Блохін святкував перемогу у фінальному матчі Кубка володарів кубків проти мадридського «Атлетіко», обіграного з рахунком 3:0. Один гол у ворота іспанців забив Блохін, а ще три м'ячі він провів у півфінальних та чвертьфінальних матчах цього турніру.
В підсумку в рідному київському «Динамо» він грав до 1987 року, віддавши клубу вісімнадцять років. Останній свій гол за київське «Динамо» Олег Блохін забив 20 листопада 1987 року в матчі на Кубок СРСР проти волгоградського «Ротора». Це був його 314-й гол у всіх проведених ним матчах. У чемпіонаті СРСР він забив 211 м'ячів — це досягнення так ніхто не зміг перевершити.
Йому належать всі особисті рекорди в радянському футболі. Так, наприклад, за збірну СРСР він провів 112 матчів (більше, ніж хто-небудь) і забив 47 м'ячів. Зіграв у чемпіонатах СРСР 432 рази і забив 211 м'ячів (обидві цифри також всесоюзні рекорди). У п'яти випадках (частіше інших) очолював список бомбардирів першості СРСР. 15 разів (більше за усіх) називався в числі найкращих гравців сезону, причому в 13 випадках під першим номером. Тричі в результаті референдуму радянських спортивних журналістів, організованого тижневиком «Футбол-Хокей», визнаний найкращим футболістом СРСР (1973, 1974, 1975 роках). Крім того, Блохін двічі входив у збірну команду Міжнародної федерації футболу (ФІФА) — у 1979 році проти західнонімецької команди «Боруссія» з Дортмунда, а в наступному сезоні — проти іспанської «Барселони», грав за збірну команду Європейського футбольного союзу (УЄФА) проти збірної ЧССР (у 1981 році) і за збірну Європи (у 1982 році) проти збірної решти світу.
1987 року нападника за 115 тисяч доларів придбала австрійська команда Форвертс (Штайр), де він виступав протягом року, а 28 червня 1989 року в Києві відбувся прощальний матч на честь Блохіна, де збірна СРСР зустрічалася зі збірною футбольних зірок світу. Олег прощався зі збірною, граючи за яку він забив 42 м'ячі. На концерті у Палаці спорту, що відбувся напередодні прощального матчу Олега Блохіна, Тамарою Гвердцителі була виконана пісня «Віват, король!», спеціально написана Юрієм Рибчинським (слова) і Геннадієм Татарченком (музика) для Блохіна..
Попрощавшись з київськими вболівальниками, Блохін поїхав на Кіпр, де наступний сезон грав за Аріс (Лімасол), після чого завершив ігрову кар'єру.

## Тренерська кар'єра
Закінчивши кар'єру гравця в складі «Аріса», Олег Блохін у 1990 році став тренером в грецькому «Олімпіакосі». Приступаючи до першого для себе досвіду роботи головним тренером, він дав собі на це два роки. Вирішив, що якщо за цей час у нього нічого не вийде, то кине це заняття. Проте, молодому тренеру вдалося: У 1990 році його «Олімпіакос» був за крок від чемпіонства. В ключовому матчі другого кола Олег Протасов забив переможний м'яч основному конкурентові АЕКу, зробивши рахунок 2:1. Проте за 7 хвилин до закінчення зустрічі на полі стадіону «Філадельфія» почали вибухати димові шашки. Дисциплінарний комітет призначив перегравання, яке відбулося на Родосі. АЕК переміг 1:0 і майже гарантував собі золоті медалі. Незважаючи на невдачу пірейський клуб на чолі з українським тренером продовжив вдало виступати — 1992 року ведений ним клуб з передмістя Афін завоював Кубок та Суперкубок Греції, а в національному чемпіонаті двічі (у 1991 і 1992 роках) фінішував другим. Наступного сезону, взимку 1993-го Олег Блохін пішов з посади головного тренера. Восени у єврокубках грецький суперклуб, який переживав фінансову кризу і посадку до в'язниці свого власника та місцевого олігарха Аргіріса Сальяреліса, під керівництвом Блохіна дійшов до чвертьфіналу Кубка володарів Кубків, здолавши по дорозі до цієї стадії французьке «Монако», на чолі з Арсеном Венгером. Від вдалих результатів вдячні вболівальники одного разу навіть вирушили до Києва на зустріч з місцевими динамівцями у зв'язку з 50-річчям улюбленого їм тренера.

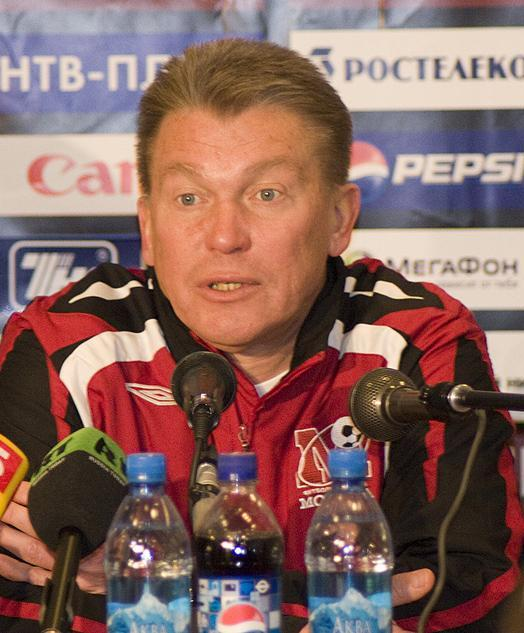
Олег Блохін під час тренування «Москви». 15 травня 2008 року

Після закінчення контракту, Блохін на рік пішов працювати в інший грецький клуб — ПАОК (Салоніки). На момент його приходу клуб посідав 5-те місце першості Греції. У сезоні 1993/94 клуб із Блохіним на чолі знову став лише 5-м. А чемпіонство зберіг АЕК.
Після цього протягом трохи більше двох років український спеціаліст тренував афінський «Іонікос», який ніколи не піднімався вище 5-го підсумкового місця в чемпіонаті Греції. На той момент «Іонікос» повернувся у вищий дивізіон чемпіонату Греції, і разом із Блохіним посів у сезоні 1994/95 лише 15-ту сходинку. Останню, яка дозволила клубу залишитися у еліті. Наступні два сезони «Іонікос» Блохіна незмінно посідав 8-ме місце чемпіонату Греції, повернувши собі статус середняка ліги.
Потім Блохін провів іще декілька сезонів на чолі «ПАОКа», «АЕКа» та «Іонікоса», але гучних результатів не здобув.
У вересні 2003 року Блохін став головним тренером національної збірної України. Під його керівництвом збірна вперше в своїй історії успішно пройшла відбірковий етап великого міжнародного турніру — чемпіонату світу з футболу 2006 року в Німеччині, причому путівку до Німеччини завоювала раніше всіх інших європейських команд. На турнірі збірна України, яка вперше брала участь у фінальних стадіях ЧС, дійшла до чвертьфіналу — це найвище досягнення українців.
6 грудня 2007 року Блохін подав на звільнення з поста тренера збірної, після того як не зміг пробитися зі збірною на Євро-2008. Заяву було прийнято на засіданні виконкому Федерації футболу України.
Через кілька днів після звільнення з поста головного тренера збірної України Блохін став головним тренером російського клубу «Москва». У чемпіонаті Росії 2008 року «Москва» посіла 9-е місце. 26 листопада 2008 року договір Блохіна з «Москвою» був розірваний за обопільною згодою сторін.

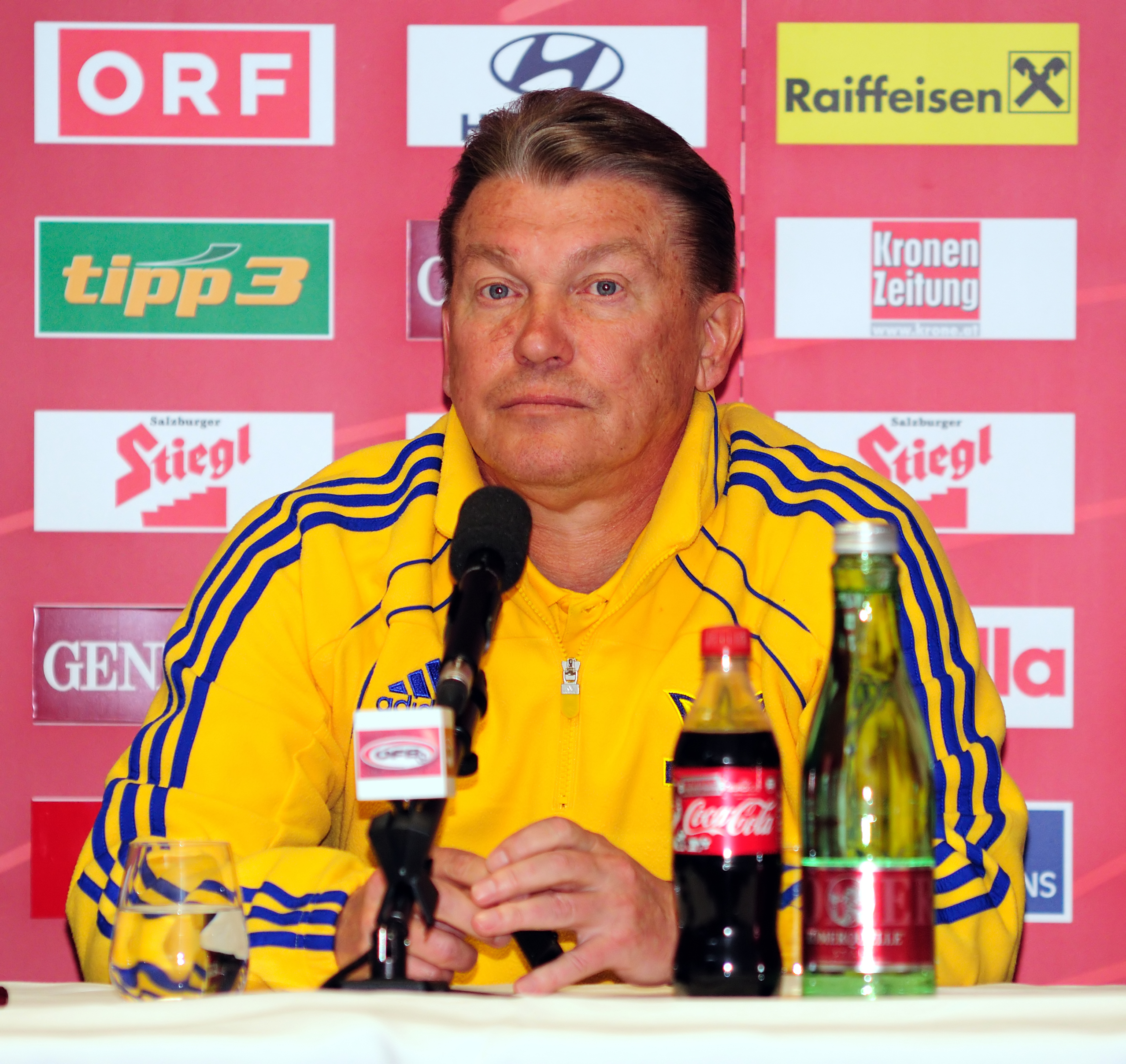
Олег Блохін на посаді головного тренера збірної України. 1 червня 2012 року

У сезоні 2009/2010 був спортивним директором одеського «Чорноморця». Головним тренером став партнер Блохіна Андрій Баль. В підсумку під їх керуванням «Чорноморець» здобув лише 5 перемог за сезон і посів у чемпіонаті України передостаннє 15-те місце та вилетів до першої ліги, після чого обидва тренери були звільнені.
21 квітня 2011 року був знову призначений на пост головного тренера національної збірної України. У програмі «ТСН» на українському телеканалі «1+1» з посиланням на неназвані «власні джерела» повідомили, що заробітна плата Блохіна склала 50 тисяч доларів у місяць. Під керівництвом Блохіна збірна взяла участь у домашньому Євро-2012, де не змогла вийти з групи.

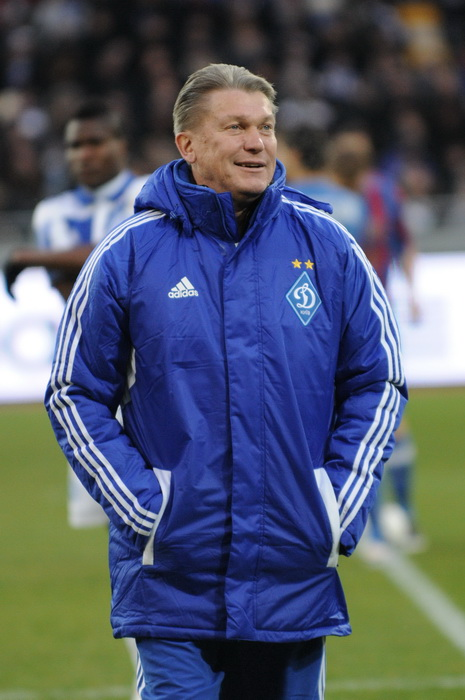
Олег Блохін на посаді головного тренера київського «Динамо»

25 вересня 2012 року, після відставки Юрія Сьоміна був призначений на пост головного тренера київського «Динамо». 28 вересня 2012 року дебютував як тренер «Динамо» в десятому турі Чемпіонату України проти луганської «Зорі». Дебют виявився успішним: «кияни» перемогли 1:0, єдиний м'яч провів Раффаел.
Невдовзі після приходу у «Динамо» Блохіна госпіталізували з гіпертонічним кризом — причиною виявився тромб, який майже повністю перекрив сонну артерію. На другий день госпіталізації видалили тромб за допомогою малоінвазивної хірургії. У період лікарняного Блохіна обов'язки головного тренера збірної виконував Андрій Баль, під керівництвом якого вона втратила 5 очок з 6 у двох матчах: нічия з Молдовою і програш Чорногорії. У «Динамо» головного тренера підмінив Олексій Михайличенко, і результати теж не радували: «Динамо» втратило багато очок у чемпіонаті та Лізі чемпіонів.
3 листопада Блохін вперше після операції дивився матч на стадіоні. Це була гра «Динамо» — «Таврія», проте сидіти на тренерській лавці лікарі йому ще не дозволили, і він дивився його з ложі стадіону. В перерві, до якої «Динамо» вело в рахунку 1:0, Блохін спустився в роздягальню, поговорив з гравцями. На тренерській лавці Блохіна як і раніше заміняв Олексій Михайличенко, він же і давав післяматчеву прес-конференцію.
До матчу 21 листопада з ПСЖ у Лізи чемпіонів (поразка 0:2), який проходив у Києві, лікарі дозволили Блохіну бути на тренерській лавці, чим він і скористався. Він же провів передматчеву і післяматчеву прес-конференції.
16 квітня 2014 року, відразу після матчу чемпіонату України проти «Шахтаря», програного в Києві з рахунком 0:2, Олег Блохін був звільнений президентом клубу Ігорем Суркісом з поста головного тренера «Динамо» за незадовільні результати, показані командою під його керівництвом.

## Політична кар'єра
Перебував у КПРС. У пострадянський період Олег Блохін поєднував тренерську роботу з громадсько-політичною діяльністю.
У 1998 році був депутатом Верховної Ради України за списком Всеукраїнського об'єднання «Громада» (№ 16), яке на початку 1997 року створив тогочасний прем'єр-міністр України Павло Лазаренко. Членом фракції ВО «Громада» пробув лише рік, після чого два роки був у фракції «Батьківщина».
Влітку 2001 року перейшов у Комуністичну партію України, а у 2002 році був обраний депутатом Верховної Ради четвертого скликання за списками цієї партії (№ 10). За п'ять місяців перейшов у фракцію Соціал-демократичної партії України (об'єднаної), а у 2003 році був членом її політради.
У Раді IV скликання був членом комітету Верховної Ради з питань молодіжної політики, фізкультури, спорту і туризму, головою підкомітету з питань олімпійського, паралімпійського руху та спорту вищих досягнень.
На виборах 2006 року Блохін балотувався у Верховну Раду під № 10 списку Опозиційного блоку «Не так!», сформованого на базі СДПУ(о). Блок не зміг подолати 3-відсотковий прохідний бар'єр, набравши лише 1,01 % голосів виборців.

## Статистика виступів

### Клубна
| Клуб              | Сезон             | Чемпіонат | Чемпіонат | Кубок | Кубок | Єврокубки | Єврокубки | Суперкубок | Суперкубок | Всього | Всього |
| Клуб              | Сезон             | Ігри      | Голи      | Ігри  | Голи  | Ігри      | Голи      | Ігри       | Голи       | Ігри   | Голи   |
| ----------------- | ----------------- | --------- | --------- | ----- | ----- | --------- | --------- | ---------- | ---------- | ------ | ------ |
| Динамо            | 1969              | 1         | 0         | -     | -     | -         | -         | -          | -          | 1      | 0      |
| Динамо            | 1970              | -         | -         | 1     | 0     | -         | -         | -          | -          | 1      | 0      |
| Динамо            | 1971              | 1         | 0         | -     | -     | -         | -         | -          | -          | 1      | 0      |
| Динамо            | 1972              | 27        | 14        | 2     | 0     | 6         | 1         | -          | -          | 35     | 15     |
| Динамо            | 1973              | 29        | 18        | 8     | 4     | 5         | 1         | -          | -          | 42     | 23     |
| Динамо            | 1974              | 29        | 20        | 4     | 3     | 9         | 5         | -          | -          | 42     | 28     |
| Динамо            | 1975              | 28        | 18        | -     | -     | 8         | 5         | -          | -          | 36     | 23     |
| Динамо            | 1976              | 19        | 8         | 1     | 0     | 8         | 2         | -          | -          | 28     | 10     |
| Динамо            | 1977              | 29        | 17        | 3     | 2     | 2         | 0         | 1          | 0          | 35     | 19     |
| Динамо            | 1978              | 26        | 13        | 8     | 4     | 4         | 0         | -          | -          | 38     | 17     |
| Динамо            | 1979              | 24        | 17        | 6     | 1     | 4         | 1         | -          | -          | 34     | 19     |
| Динамо            | 1980              | 33        | 19        | 7     | 3     | 2         | 0         | -          | -          | 42     | 22     |
| Динамо            | 1981              | 29        | 19        | 7     | 3     | 6         | 1         | 1          | 0          | 43     | 23     |
| Динамо            | 1982              | 24        | 10        | 3     | 0     | 4         | 0         | -          | -          | 31     | 10     |
| Динамо            | 1983              | 31        | 10        | 1     | 0     | 2         | 0         | -          | -          | 34     | 10     |
| Динамо            | 1984              | 30        | 10        | 6     | 2     | -         | -         | -          | -          | 36     | 12     |
| Динамо            | 1985              | 29        | 12        | 2     | 1     | 9         | 5         | -          | -          | 40     | 18     |
| Динамо            | 1986              | 23        | 2         | 5     | 5     | 8         | 5         | 1          | 0          | 37     | 12     |
| Динамо            | 1987              | 20        | 4         | 3     | 1     | 2         | 0         | 1          | 0          | 26     | 5      |
| Динамо            | Всього            | 432       | 211       | 67    | 29    | 79        | 26        | 4          | 0          | 582    | 266    |
| Форвертс (Штайр)  | 1987-88           | 13        | 5         | -     | -     | -         | -         | -          | -          | 13     | 5      |
| Форвертс (Штайр)  | 1988-89           | 28        | 4         | 1     | 1     | -         | -         | -          | -          | 29     | 5      |
| Форвертс (Штайр)  | Всього            | 41        | 9         | 1     | 1     | -         | -         | -          | -          | 42     | 10     |
| Аріс (Лімасол)    | 1989-90           | 22        | 5         | 6     | 2     | -         | -         | -          | -          | 28     | 7      |
| Аріс (Лімасол)    | Всього            | 22        | 5         | 6     | 2     | -         | -         | -          | -          | 28     | 7      |
| Всього за кар'єру | Всього за кар'єру | 495       | 225       | 74    | 32    | 79        | 26        | 4          | 0          | 652    | 283    |

- Статистика в Кубках СРСР та єврокубках подана за схемою «осінь-весна» та зарахована в рік початку турніру

### Матчі за збірну
| Дата       | Місто              | Господарі        | Результат | Гості          | Турнір                       | Голи | Примітки |
| ---------- | ------------------ | ---------------- | --------- | -------------- | ---------------------------- | ---- | -------- |
| 16/07/1972 | Вааса              | Фінляндія        | 1 – 1     | СРСР           | товариський матч             | 1    |          |
| 6/08/1972  | Стокгольм          | Швеція           | 4 – 4     | СРСР           | товариський матч             | 1    |          |
| 28/08/1972 | Регенсбург         | М'янма           | 0 – 1     | СРСР           | ОІ 1972 - 1-й етап           | -    |          |
| 1/09/1972  | Регенсбург         | Мексика          | 1 – 4     | СРСР           | ОІ 1972 - 1-й етап           | 3    |          |
| 3/09/1972  | Мюнхен             | Марокко          | 0 – 3     | СРСР           | ОІ 1972 - 2-й етап           | -    |          |
| 5/09/1972  | Аугсбург           | СРСР             | 1 – 2     | Польща         | ОІ 1972 - 2-й етап           | 1    |          |
| 8/09/1972  | Аугсбург           | СРСР             | 4 – 0     | Данія          | ОІ 1972 - 2-й етап           | 1    |          |
| 10/09/1972 | Мюнхен             | НДР              | 2 – 2     | СРСР           | ОІ 1972 - матч за 3-тє місце | 1    |          |
| 13/10/1972 | Париж              | Франція          | 1 – 0     | СРСР           | Відбір до ЧС 1974            | -    |          |
| 28/03/1973 | Пловдив            | Болгарія         | 1 – 0     | СРСР           | товариський матч             | -    |          |
| 18/04/1973 | Київ               | СРСР             | 2 – 0     | Румунія        | товариський матч             | -    |          |
| 13/05/1973 | Москва             | СРСР             | 1 – 0     | Ірландія       | Відбір до ЧС 1974            | -    |          |
| 26/05/1973 | Москва             | СРСР             | 2 – 0     | Франція        | Відбір до ЧС 1974            | 1    |          |
| 10/06/1973 | Москва             | СРСР             | 1 – 2     | Англія         | товариський матч             | -    |          |
| 21/06/1973 | Москва             | СРСР             | 0 – 1     | Бразилія       | товариський матч             | -    |          |
| 5/08/1973  | Москва             | СРСР             | 0 – 0     | Швеція         | товариський матч             | -    |          |
| 5/09/1973  | Москва             | СРСР             | 0 – 1     | ФРН            | товариський матч             | -    |          |
| 26/09/1973 | Москва             | СРСР             | 0 – 0     | Чилі           | Відбір до ЧС 1974            | -    |          |
| 17/10/1973 | Лейпциг            | НДР              | 1 – 0     | СРСР           | товариський матч             | -    |          |
| 17/04/1974 | Зениця             | Югославія        | 0 – 1     | СРСР           | товариський матч             | -    |          |
| 20/05/1974 | Одеса              | СРСР             | 0 – 1     | Чехословаччина | товариський матч             | -    |          |
| 20/10/1974 | Дублін             | Ірландія         | 3 – 0     | СРСР           | Відбір до ЧЄ 1976            | -    |          |
| 2/04/1975  | Київ               | СРСР             | 3 – 0     | Туреччина      | Відбір до ЧЄ 1976            | 1    |          |
| 18/05/1975 | Київ               | СРСР             | 2 – 1     | Ірландія       | Відбір до ЧЄ 1976            | 1    |          |
| 8/06/1975  | Москва             | СРСР             | 1 – 0     | Італія         | товариський матч             | -    |          |
| 12/10/1975 | Цюрих              | Швейцарія        | 0 – 1     | СРСР           | Відбір до ЧЄ 1976            | -    |          |
| 12/11/1975 | Київ               | СРСР             | 4 – 1     | Швейцарія      | Відбір до ЧЄ 1976            | -    |          |
| 23/11/1975 | Ізмір              | Туреччина        | 1 – 0     | СРСР           | Відбір до ЧЄ 1976            | -    |          |
| 29/11/1975 | Бухарест           | Румунія          | 2 – 2     | СРСР           | товариський матч             | -    |          |
| 10/03/1976 | Кошиці             | Чехословаччина   | 2 – 2     | СРСР           | товариський матч             | 1    |          |
| 20/03/1976 | Київ               | СРСР             | 0 – 1     | Аргентина      | товариський матч             | -    |          |
| 24/03/1976 | Софія              | Болгарія         | 0 – 3     | СРСР           | товариський матч             | 1    |          |
| 24/04/1976 | Братислава         | Чехословаччина   | 2 – 0     | СРСР           | Відбір до ЧЄ 1976            | -    |          |
| 22/05/1976 | Київ               | СРСР             | 2 – 2     | Чехословаччина | Відбір до ЧЄ 1976            | 1    |          |
| 26/05/1976 | Будапешт           | Угорщина         | 1 – 1     | СРСР           | товариський матч             | -    |          |
| 23/06/1976 | Відень             | Австрія          | 2 – 1     | СРСР           | товариський матч             | -    |          |
| 19/07/1976 | Монреаль           | СРСР             | 2 – 1     | Канада         | ОІ 1976 - 1-й етап           | -    |          |
| 23/07/1976 | Оттава             | СРСР             | 3 – 0     | Північна Корея | ОІ 1976 - 1-й етап           | 1    |          |
| 25/07/1976 | Шербрук            | Іран             | 1 – 2     | СРСР           | ОІ 1976 - 1-й етап           | -    |          |
| 27/07/1976 | Монреаль           | НДР              | 2 – 1     | СРСР           | ОІ 1976 - півфінал           | -    |          |
| 29/07/1976 | Монреаль           | СРСР             | 2 – 0     | Бразилія       | ОІ 1976 - матч за 3-тє місце | -    |          |
| 20/03/1977 | Туніс              | Туніс            | 0 – 3     | СРСР           | товариський матч             | -    |          |
| 23/03/1977 | Белград            | Югославія        | 2 – 4     | СРСР           | товариський матч             | 2    |          |
| 24/04/1977 | Москва             | СРСР             | 2 – 0     | Греція         | Відбір до ЧС 1978            | -    |          |
| 30/04/1977 | Будапешт           | Угорщина         | 2 – 1     | СРСР           | Відбір до ЧС 1978            | -    |          |
| 10/05/1977 | Салоніки           | Греція           | 1 – 0     | СРСР           | Відбір до ЧС 1978            | -    |          |
| 18/05/1977 | Тбілісі            | СРСР             | 2 – 0     | Угорщина       | Відбір до ЧС 1978            | -    |          |
| 28/07/1977 | Лейпциг            | НДР              | 2 – 1     | СРСР           | товариський матч             | -    |          |
| 7/09/1977  | Волгоград          | СРСР             | 4 – 1     | Польща         | товариський матч             | 2    |          |
| 5/10/1977  | Роттердам          | Нідерланди       | 0 – 0     | СРСР           | товариський матч             | -    |          |
| 8/10/1977  | Сен-Дені           | Франція          | 0 – 0     | СРСР           | товариський матч             | -    |          |
| 26/02/1978 | Марракеш           | Марокко          | 2 – 3     | СРСР           | товариський матч             | 1    |          |
| 8/03/1978  | Франкфурт-на-Майні | ФРН              | 1 – 0     | СРСР           | товариський матч             | -    |          |
| 5/04/1978  | Єреван             | СРСР             | 10 – 2    | Фінляндія      | товариський матч             | 3    |          |
| 14/05/1978 | Бухарест           | Румунія          | 0 – 1     | СРСР           | товариський матч             | 1    |          |
| 6/09/1978  | Тегеран            | Іран             | 0 – 1     | СРСР           | товариський матч             | -    |          |
| 20/09/1978 | Єреван             | СРСР             | 2 – 0     | Греція         | Відбір до ЧЄ 1980            | -    |          |
| 5/10/1978  | Анкара             | Туреччина        | 0 – 2     | СРСР           | товариський матч             | 1    |          |
| 11/10/1978 | Будапешт           | Угорщина         | 2 – 0     | СРСР           | Відбір до ЧЄ 1980            | -    |          |
| 23/11/1978 | Токіо              | Японія           | 1 – 4     | СРСР           | товариський матч             | -    |          |
| 26/11/1978 | Осака              | Японія           | 0 – 3     | СРСР           | товариський матч             | -    |          |
| 28/03/1979 | Сімферополь        | СРСР             | 3 – 1     | Болгарія       | товариський матч             | 1    |          |
| 19/04/1979 | Тбілісі            | СРСР             | 2 – 0     | Швеція         | товариський матч             | -    |          |
| 5/05/1979  | Москва             | СРСР             | 3 – 0     | Чехословаччина | товариський матч             | -    |          |
| 19/05/1979 | Тбілісі            | СРСР             | 2 – 2     | Угорщина       | Відбір до ЧЄ 1980            | -    |          |
| 27/06/1979 | Копенгаген         | Данія            | 1 – 2     | СРСР           | товариський матч             | -    |          |
| 27/08/1980 | Будапешт           | Угорщина         | 1 – 4     | СРСР           | товариський матч             | 1    |          |
| 3/09/1980  | Рейк'явік          | Ісландія         | 1 – 2     | СРСР           | Відбір до ЧС 1982            | -    |          |
| 30/05/1981 | Рексем             | Уельс            | 0 – 0     | СРСР           | Відбір до ЧС 1982            | -    |          |
| 23/09/1981 | Москва             | СРСР             | 4 – 0     | Туреччина      | Відбір до ЧС 1982            | 1    |          |
| 7/10/1981  | Стамбул            | Туреччина        | 0 – 3     | СРСР           | Відбір до ЧС 1982            | 2    |          |
| 28/10/1981 | Тбілісі            | СРСР             | 2 – 0     | Чехословаччина | Відбір до ЧС 1982            | -    |          |
| 18/11/1981 | Москва             | СРСР             | 3 – 0     | Уельс          | Відбір до ЧС 1982            | 1    |          |
| 29/11/1981 | Братислава         | Чехословаччина   | 1 – 1     | СРСР           | Відбір до ЧС 1982            | 1    |          |
| 10/03/1982 | Афіни              | Греція           | 0 – 2     | СРСР           | товариський матч             | -    |          |
| 14/04/1982 | Буенос-Айрес       | Аргентина        | 1 – 1     | СРСР           | товариський матч             | -    |          |
| 5/05/1982  | Москва             | НДР              | 1 – 0     | СРСР           | товариський матч             | -    |          |
| 3/06/1982  | Стокгольм          | Швеція           | 0 – 1     | СРСР           | товариський матч             | 1    |          |
| 14/06/1982 | Севілья            | Бразилія         | 2 – 1     | СРСР           | ЧС 1982 - 1-й етап           | -    |          |
| 19/06/1982 | Малага             | СРСР             | 3 – 0     | Нова Зеландія  | ЧС 1982 - 1-й етап           | 1    |          |
| 22/06/1982 | Малага             | Шотландія        | 2 – 2     | СРСР           | ЧС 1982 - 1-й етап           | -    |          |
| 1/07/1982  | Барселона          | Бельгія          | 0 – 1     | СРСР           | ЧС 1982 - 2-й етап           | -    |          |
| 4/07/1982  | Барселона          | СРСР             | 0 – 0     | Польща         | ЧС 1982 - 2-й етап           | -    |          |
| 23/03/1983 | Париж              | Франція          | 1 – 1     | СРСР           | товариський матч             | -    |          |
| 13/04/1983 | Лозанна            | Швейцарія        | 0 – 1     | СРСР           | товариський матч             | 1    |          |
| 27/04/1983 | Москва             | СРСР             | 5 – 0     | Португалія     | Відбір до ЧЄ 1984            | -    |          |
| 17/05/1983 | Відень             | Австрія          | 2 – 2     | СРСР           | товариський матч             | 1    |          |
| 22/05/1983 | Хожув              | Польща           | 1 – 1     | СРСР           | Відбір до ЧЄ 1984            | -    |          |
| 1/06/1983  | Гельсінкі          | Фінляндія        | 0 – 1     | СРСР           | Відбір до ЧЄ 1984            | 1    |          |
| 26/07/1983 | Лейпциг            | НДР              | 1 – 3     | СРСР           | товариський матч             | 1    |          |
| 9/10/1983  | Москва             | СРСР             | 2 – 0     | Польща         | Відбір до ЧЄ 1984            | 1    |          |
| 13/11/1983 | Лісабон            | Португалія       | 1 – 0     | СРСР           | Відбір до ЧЄ 1984            | -    |          |
| 2/06/1984  | Лондон             | Англія           | 0 – 2     | СРСР           | товариський матч             | -    |          |
| 19/08/1984 | Ленінград          | СРСР             | 3 – 0     | Мексика        | товариський матч             | 1    |          |
| 12/09/1984 | Дублін             | Ірландія         | 1 – 0     | СРСР           | Відбір до ЧС 1986            | -    |          |
| 7/08/1985  | Москва             | СРСР             | 2 – 0     | Румунія        | товариський матч             | -    |          |
| 28/08/1985 | Москва             | СРСР             | 1 – 0     | ФРН            | товариський матч             | -    |          |
| 25/09/1985 | Москва             | СРСР             | 1 – 0     | Данія          | Відбір до ЧС 1986            | -    |          |
| 16/10/1985 | Москва             | СРСР             | 2 – 0     | Ірландія       | Відбір до ЧС 1986            | -    |          |
| 22/01/1986 | Лас-Пальмас        | Іспанія          | 2 – 0     | СРСР           | товариський матч             | -    |          |
| 19/02/1986 | Мехіко             | Мексика          | 1 – 0     | СРСР           | товариський матч             | -    |          |
| 26/03/1986 | Тбілісі            | СРСР             | 0 – 1     | Англія         | товариський матч             | -    |          |
| 23/04/1986 | Тімішоара          | Румунія          | 2 – 1     | СРСР           | товариський матч             | -    |          |
| 7/05/1986  | Москва             | СРСР             | 0 – 0     | Фінляндія      | товариський матч             | -    |          |
| 5/06/1986  | Леон               | СРСР             | 1 – 1     | Франція        | ЧС 1986 - 1-й етап           | -    |          |
| 9/06/1986  | Ірапуато           | СРСР             | 2 – 0     | Канада         | ЧС 1986 - 1-й етап           | 1    |          |
| 20/08/1986 | Гетеборг           | Швеція           | 0 – 0     | СРСР           | товариський матч             | -    |          |
| 24/09/1986 | Рейк'явік          | Ісландія         | 1 – 1     | СРСР           | Відбір до ЧЄ 1988            | -    |          |
| 11/10/1986 | Париж              | Франція          | 0 – 2     | СРСР           | Відбір до ЧЄ 1988            | -    |          |
| 29/10/1986 | Сімферополь        | СРСР             | 4 – 0     | Норвегія       | Відбір до ЧЄ 1988            | 1    |          |
| 28/10/1987 | Сімферополь        | СРСР             | 2 – 0     | Ісландія       | Відбір до ЧЄ 1988            | -    |          |
| 21/09/1988 | Дюссельдорф        | ФРН              | 1 – 0     | СРСР           | товариський матч             | -    |          |
| Усього     |                    | Матчів (1 місце) | 112       |                | Голів (1 місце)              | 42   |          |

## Єврокубки
Олег Блохін провів усі свої 15 сезонів у клубних турнірах УЄФА у складі київського «Динамо», зігравши загалом 79 ігор, забивши 25 голів (середня результативність — 0,32 голи за гру). По всім цим показникам він абсолютний рекордсмен серед футболістів часів СРСР.
Найвищі досягнення — перемога у Кубку кубків 1974—1975, Кубку кубків 1985—1986 та Суперкубку 1975.
Перша гра відбулася 13 вересня 1972 року в Інсбруці в першому матчі 1/16 фіналу Кубка чемпіонів 1972—1973 проти місцевого клубу «Сваровскі-Ваккер». Олег провів в дебютній і переможній (1:0) грі усі 90 хвилин. А 8 листопада 1972 року в Хожуві у цьому ж розіграші Кубка чемпіонів забив перший гол в єврокубках, відкривши рахунок в повторному двоборстві 1/8 фіналу з «Гурником» із Забже. Кияни поступилися тоді полякам — 1:2, але враховуючи першу гру в Києві — 2:0, пройшли до чвертьфіналу.
18 березня 1987 року Олег забив останній гол в турнірах УЄФА. В присутності 100 000 глядачів він відкрив рахунок у повторній грі чвертьфіналу Кубка чемпіонів 1986—1987 проти турецького «Бешікташу» — 2:0.
Останній виступ відбувся в Глазго 30 вересня 1987 року у матчі-відповіді 1/16 фіналу Кубка чемпіонів 1987—1988 проти «Глазго Рейнджерс». Майже 35-річний ветеран провів на полі весь матч, на жаль, програний «Динамо» — 0:2.
Варто відмітити сезони в яких Блохін забивав по 5 м'ячів: Кубок кубків 1974—1975, Кубок кубків 1985—1986 — один з квартету найкращих бомбардирів цього розіграшу та Кубок чемпіонів 1986—1987. Тричі відзначився дублями: у повторному матчі за Суперкубок УЄФА проти «Баварії» 6 жовтня 1975 року в Києві, у першій грі півфіналу Кубок кубків 1985—1986 проти празької «Дукли» 2 квітня 1986 року в Києві та у першому чвертьфіналі Кубка чемпіонів 1986-87 у ворота «Бешікташу» 4 березня 1987 року в Ізмірі.
Всі голи забиті з гри. 16 березня 1977 року в другому, домашньому матчі 1/4 фіналу Кубка чемпіонів 1976-77 проти «Баварії» на 39 хвилині не забив пенальті у ворота Зеппа Маєра.
Пам'ятними є голи забиті зі штрафних. Наприклад, у тому ж київському матчі з «Баварією» за Суперкубок. Також 5 листопада 1986 року у повторній грі 1/8 фіналу Кубка чемпіонів 1986-87 у ворота «Селтіка», які захищав Пет Боннер. Ці два голи були забиті на Республіканському стадіоні в Києві у присутності 100 000 глядачів.
До речі, 5 листопада, день народження Олега. І за 15 років виступів на стадіонах Європи йому довелося тричі зіграти саме цього дня. Крім вищезгаданого матчу з шотландцями (перемога — 3:1) це було також у 1974 році у повторній грі 1/8 фіналу Кубка кубків 1974-75 у Києві з німецьким «Айнтрахтом» (перемога — 2:1), та у 1975 році у матчі-відповіді 1/8 фіналу Кубка чемпіонів 1975-76 в ісландському місті Акранес проти однойменного клубу (перемога 2:0). Як бачимо, у всіх цих іграх Олег перемагав разом з «Динамо».

### Статистика виступів у єврокубках
| Сезон             | Клуб              | Турнір          | Досягнення     | Матчі | Перемоги | Нічиї | Поразки | Голи |
| ----------------- | ----------------- | --------------- | -------------- | ----- | -------- | ----- | ------- | ---- |
| 1972-73           | «Динамо» (Київ)   | Кубок чемпіонів | 1/4 фіналу     | 6     | 3        | 1     | 2       | 1    |
| 1973-74           | «Динамо» (Київ)   | Кубок УЄФА      | 1/8 фіналу     | 5     | 4        | 0     | 1       | 1    |
| 1974-75           | «Динамо» (Київ)   | Кубок кубків    | володар        | 9     | 8        | 0     | 1       | 5    |
| 1975              | «Динамо» (Київ)   | Суперкубок УЄФА | володар        | 2     | 2        | 0     | 0       | 3    |
| 1975-76           | «Динамо» (Київ)   | Кубок чемпіонів | 1/4 фіналу     | 6     | 4        | 1     | 1       | 1    |
| 1976-77           | «Динамо» (Київ)   | Кубок чемпіонів | 1/2 фіналу     | 8     | 6        | 0     | 2       | 2    |
| 1977-78           | «Динамо» (Київ)   | Кубок УЄФА      | 1/32 фіналу    | 2     | 0        | 1     | 1       | 0    |
| 1978-79           | «Динамо» (Київ)   | Кубок чемпіонів | 1/8 фіналу     | 4     | 2        | 1     | 1       | 0    |
| 1979-80           | «Динамо» (Київ)   | Кубок УЄФА      | 1/8 фіналу     | 4     | 2        | 0     | 2       | 1    |
| 1980-81           | «Динамо» (Київ)   | Кубок УЄФА      | 1/32 фіналу    | 2     | 0        | 2     | 0       | 0    |
| 1981-82           | «Динамо» (Київ)   | Кубок чемпіонів | 1/4 фіналу     | 6     | 2        | 3     | 1       | 1    |
| 1982-83*          | «Динамо» (Київ)   | Кубок чемпіонів | 1/4 фіналу     | 4     | 3        | 0     | 1       | 0    |
| 1983-84           | «Динамо» (Київ)   | Кубок УЄФА      | 1/32 фіналу    | 2     | 0        | 1     | 1       | 0    |
| 1985-86           | «Динамо» (Київ)   | Кубок кубків    | володар        | 9     | 6        | 2     | 1       | 5    |
| 1986              | «Динамо» (Київ)   | Суперкубок УЄФА | фіналіст       | 1     | 0        | 0     | 1       | 0    |
| 1986-87           | «Динамо» (Київ)   | Кубок чемпіонів | 1/2 фіналу     | 7     | 4        | 1     | 2       | 5    |
| 1987-88           | «Динамо» (Київ)   | Кубок чемпіонів | 1/16 фіналу    | 2     | 1        | 0     | 1       | 0    |
| ВСЬОГО за кар'єру | ВСЬОГО за кар'єру | 15 євросезонів  | 15 євросезонів | 79    | 47       | 13    | 19      | 25   |

 * — у 1/8 фіналу жереб звів киян з клубом «17 Ненторі». Через відмову албанців в 1/4 пройшло «Динамо».

### Статистика по турнірам
| Турнір          | Сезони | Матчі | Перемоги | Нічиї | Поразки | Голи |
| --------------- | ------ | ----- | -------- | ----- | ------- | ---- |
| Кубок чемпіонів | 8      | 43    | 25       | 7     | 11      | 10   |
| Кубок кубків    | 2      | 18    | 14       | 2     | 2       | 10   |
| Кубок УЄФА      | 5      | 15    | 6        | 4     | 5       | 2    |
| Суперкубок УЄФА | 2      | 3     | 2        | 0     | 1       | 3    |

### Усі матчі та голи Олега Блохіна у єврокубках
(2) — матч-відповідь.

## Досягнення

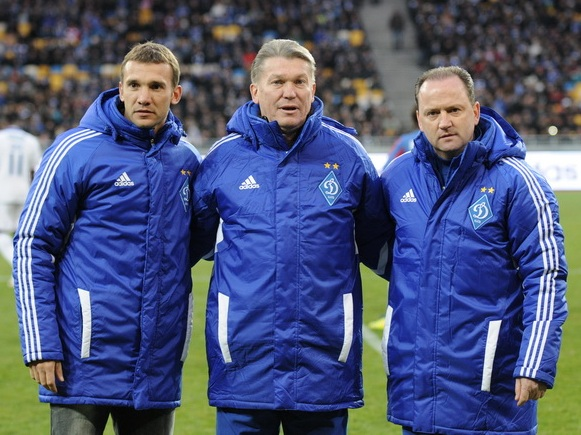
Три українці-володарі «Золотого м'яча» Андрій Шевченко, Олег Блохін та Ігор Бєланов

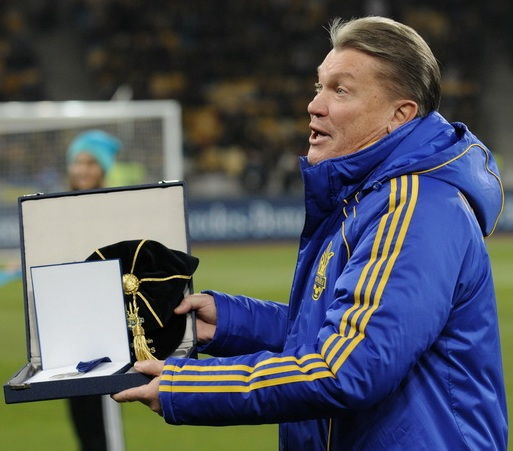
Олег Блохін з призом від УЄФА за 100 матчів в збірній СРСР. 11 листопада 2011 року

### Як гравець
- Найвидатніший український футболіст 50-річчя (1954—2003).
- Найкращий бомбардир збірної Радянського Союзу (42 м'ячі)
- Рекордсмен за кількістю матчів за збірну Радянського Союзу — 112.
- Найкращий бомбардир в історії чемпіонатів СРСР
- Рекордсмен за кількістю матчів в чемпіонатах СРСР
- Найкращий бомбардир в історії Кубка СРСР (30 м'ячів)[25]
- 7-разовий чемпіон СРСР (1974, 1975, 1977, 1980, 1981, 1985, 1986).
- 5-разовий володар Кубка СРСР (1974, 1978, 1982, 1985, 1987).
- Володар Кубка кубків (1975, 1986).
- Володар Суперкубка УЄФА 1975.
- Бронзовий олімпійський призер: 1972, 1976
- 3-разовий найкращий футболіст СРСР 1973, 1974, 1975.
- 9-разовий найкращий футболіст України 1972, 1973, 1974, 1975, 1976, 1977, 1978, 1980, 1981.
- Найкращий футболіст Європи 1975. («Золотий м'яч»-1975)
- 5-разовий найкращий бомбардир чемпіонату СРСР 1972, 1973, 1974, 1975, 1977.
- У списку «33» найкращих 15 разів поспіль (13 разів під № 1).
- Член № 1 українського Клубу бомбардирів Олега Блохіна — 336 голів.
- Очолює символічний Клуб радянських бомбардирів імені Григорія Федотова — 319 м'ячів (враховувалися голи у складі головної та олімпійської збірних країни, іграх на кубок країни, у чемпіонатах країни та єврокубках).
- Виступав за символічні збірні ФІФА, УЄФА і Європи.

### Як тренер

Зірка Олега Блохіна на Алеї Зірок у Києві

- Чвертьфіналіст Чемпіонату Світу: 2006 — зі збірною України.
- Друге місце в Чемпіонаті Греції: 1991, 1992 — з «Олімпіакосом».

  1999 — з АЕК.
- Третє місце в Чемпіонаті Греції: 1993 — з «Олімпіакосом».
- Кубок Греції. Володар : 1992 — з «Олімпіакосом».

Фіналіст : 2000 — з «Іонікосом».
- Суперкубок Греції з футболу: 1992 — з «Олімпіакосом».
- Найкращі тренери національних збірних за підсумками року (версія IFFHS):
  - 2005 — 10-е місце[26]
  - 2006 — 8-е місце[27]
  - 2012 — 15-е місце[28]

### Нагороди
- Орден князя Ярослава Мудрого II ст. (14 жовтня 2020) — за вагомі особисті заслуги у розвитку і популяризації вітчизняного футболу, піднесення міжнародного спортивного престижу України та з нагоди 45-річчя перемог у фінальних матчах Кубка володарів кубків і Суперкубка УЄФА, здобутих під керівництвом головного тренера футбольного клубу «„Динамо“ Київ», Героя України Лобановського Валерія Васильовича[29]
- Орден князя Ярослава Мудрого III ст. (29 травня 2015) — за вагомі особисті заслуги у розвитку і популяризації вітчизняного футболу, піднесення міжнародного спортивного престижу України та з нагоди 40-річчя перемог у фінальних матчах Кубка володарів кубків і Суперкубка УЄФА, здобутих під керівництвом головного тренера футбольного клубу «„Динамо“ Київ», Героя України Лобановського Валерія Васильовича[30]
- Орден князя Ярослава Мудрого IV ст. (5 липня 2012) — за значний особистий внесок у підготовку і проведення в Україні фінальної частини чемпіонату Європи 2012 року з футболу, успішну реалізацію інфраструктурних проектів, забезпечення правопорядку і громадської безпеки під час турніру, піднесення міжнародного авторитету Української держави, високий професіоналізм[31]
- Орден князя Ярослава Мудрого V ст. (19 серпня 2006) — за досягнення високих спортивних результатів на чемпіонаті світу з футболу 2006 року (Федеративна Республіка Німеччина), виявлені мужність, самовідданість і волю до перемоги, утвердження міжнародного авторитету України[32]
- Орден «За заслуги» І ст. (1 грудня 2011) — за вагомий особистий внесок у розвиток вітчизняного футболу, досягнення високих спортивних результатів, багаторічну сумлінну працю та з нагоди 20-річчя Всеукраїнської спортивної громадської організації «Федерація футболу України»[33]
- Орден «За заслуги» ІІ ст. (14 липня 2004) — за вагомий особистий внесок у розвиток та популяризацію вітчизняного футболу, підготовку молодих футболістів, піднесення міжнародного спортивного престижу України та з нагоди 110-річчя українського футболу[34]
- Орден «За заслуги» III ст. (4 листопада 2002) — за вагомий особистий внесок у розвиток фізичної культури і спорту в Україні, піднесення міжнародного престижу вітчизняного футболу, досягнення високих спортивних результатів[35]
- Відзнака Президента України «Національна легенда України» (20 серпня 2021) — за визначні особисті заслуги у становленні незалежної України і зміцненні її державності, вагомий внесок у розвиток національного мистецтва, спорту, багаторічну плідну професійну діяльність[36]
- Орден преподобного Нестора Літописця (1992).
- Почесний громадянин Києва (2006).

## Особисте життя
5 жовтня 2012 року Олег Блохін був госпіталізований до лікарні з діагнозом гіпертонічний криз, його було прооперовано через тромбоз лівої сонної артерії.

### Родина
- Батько — Володимир Іванович Блохін (1922—2013), заступник голови Київської обласної ради товариства «Трудові резерви», у минулому офіцер МВС.
- Мати — Катерина Захарівна Адаменко (1918—2012), заступник декана факультету промислового цивільного будівництва Київського будівельного інституту.

- Брат — Микола Володимирович Блохін (1939—2011)[39].

- Перша дружина Олега Блохіна — Ірина Дерюгіна, чемпіонка світу з художньої гімнастики. Від цього шлюбу у нього є дочка — Ірина Блохіна (нар. 1983).

- Друга дружина — Анжела. Від цього шлюбу дві дочки — Ганна (нар. 2001) і Катерина (нар. 2002)[40][41].

### Твори Олега Блохіна
- «Гол, который я не забил» (Серия «Знаменосцы спорта»). — К. : Молодь, 1981. — 160 с.
- «Право на гол» (в соавторстве с Аркадьевым Д. А.) (Серия «Сердца, отданные спорту»). — М. : ФиС, 1984. — 224 с.
- «Экзаменует футбол» (Серия «Знаменосцы спорта»). — К. : Молодь, 1986. — 208 с.
- «Футбол на всю жизнь» (в соавторстве с Аркадьевым Д. А.). — К. : Веселка, 1989. — 391 с. — ISBN 5-301-00781-5[42]